# Zi ran men
Le Zi Ran Men, appelé aussi boxe naturelle  ou style naturel est un art martial chinois traditionnel, d'inspiration taoïste. Cette boxe fut inventée au XIXe siècle par maître Xu Ai Zhi. Le style fut ensuite transmis au maître Du Xinwu qui fut connu pour avoir été le garde du corps de Sun Yat-sen. Il le transmit à son tour au maître Wan Laisheng. Le style est actuellement représenté en France par maître Liang Chao Qun.

## Techniques
Le style naturel constitue une synthèse de ce que le Kung Fu du sud (Nan Quan) et le Kung Fu du nord (Chang Quan) ont de meilleur à offrir. Le Ziran Men vise à former des combattants accomplis, à la fois dans leur corps grâce aux nombreux gongfa, mais aussi dans leur tête, dans leur esprit et attitudes. Le Style Naturel est en effet né dans un contexte particulièrement violent et hostile où la survie dictait aux individus leur comportement.
De ce fait, le Ziran Men a instauré un système de combat qui s’adapte aussi bien aux distances longues (coups de pied) qu’aux distances courtes (poings) voire au combat rapproché (utilisation de la tête, des hanches…). Le Ziran Men entraîne de fait ces armes naturelles que sont les poings, les poignets, les coudes, les épaules, les pieds, les genoux, la tête, la nuque, la poitrine, les hanches et le dos associées aux déplacements. 
Pour ce qui est de la pratique, celle-ci se base principalement sur l'utilisation des gong-fa c’est-à-dire des exercices de renforcement du corps.
On peut citer, à titre d'exemple, l'utilisation des anneaux, d'un pieu en bois, de boules métalliques.